# فيليام فيتشي
فيليام فيتشي (بالإيطالية: Villiam Vecchi)‏ (28 ديسمبر 1948 بسكانديانو في إيطاليا - 3 أغسطس 2022) هو لاعب كرة قدم إيطالي في مركز حراسة المرمى. شارك مع منتخب إيطاليا تحت 21 سنة لكرة القدم ومنتخب إيطاليا تحت 23 سنة لكرة القدم. أما مع النوادي، فقد لعب مع إيه سي ميلان ونادي سبال ونادي كالياري ونادي كومو.

## روابط خارجية
- فيليام فيتشي على موقع الاتحاد الأوربي (الإنجليزية)
- فيليام فيتشي على موقع قاعدة بيانات كرة القدم.إي يو (الإنجليزية)
- فيليام فيتشي على موقع Soccerbase.com (لاعب) (الإنجليزية)
- فيليام فيتشي على موقع عالم كرة القدم.نت (الإنجليزية)